# Papageno
Papageno est un personnage de l'opéra La Flûte enchantée de Wolfgang Amadeus Mozart, composé sur un livret d'Emanuel Schikaneder.

## Personnage

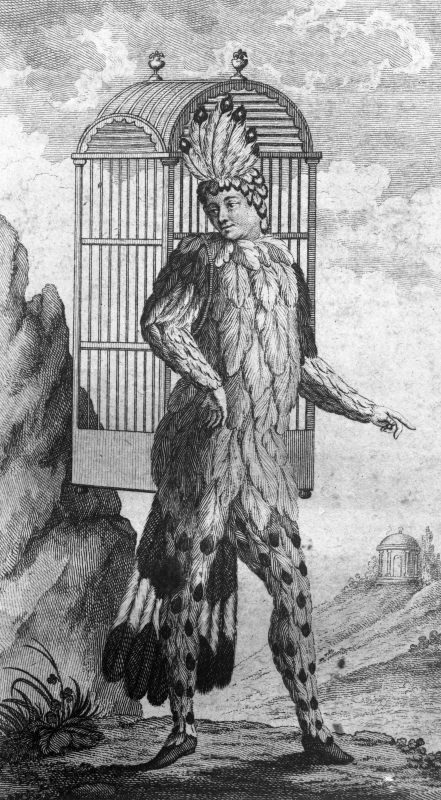
Emanuel Schikaneder en Papageno, couverture de l'édition originale du livret.

Papageno est un personnage masculin de La Flûte enchantée de Mozart, dont le rôle est écrit pour une voix de baryton,,.
C'est un oiseleur au service de La Reine de la Nuit, « gai, léger, chantant, habillé d'un pittoresque vêtement de plumes », et « l'un des personnages les plus populaires de tout le répertoire lyrique ».
Dans l'histoire, Pagageno rencontre Tamino et l'accompagne afin de sauver Pamina, ayant reçu un carillon magique pour le protéger. Bien qu'effrayé, il sauve Pamina et l'emmène à la rencontre de Tamino, tout en éloignant Monostatos et ses sbires. Il accompagne ensuite Tamino à son procès. Décidé à trouver l'amour, il rencontre une vieillarde qui déclare être sa future femme, à sa grande stupeur. Lorsqu'il accepte néanmoins de la sauver de l'incarcération en l'épousant, elle se transforme alors en la jeune et belle Papagena.
Papageno est « l'être de nature et d'innocence. À mi-chemin entre les forces de l'abîme résumées dans la reine et les purs héros du royaume des prêtres de Sarastro ». Il est d'un naturel comique, ingénu, gourmand et grivois.
Son élément musical est le chant populaire, ce qui s'explique notamment par le fait que le rôle était tenu à la création par Schikaneder, le librettiste, qui était plus acteur que chanteur,.

## Airs
Dans l'opéra, Papageno chante deux grands airs au style populaire, qui s'appuient « sur des couplets et refrains faciles à retenir, et mélodiquement merveilleux » : 
- « Der Vogelfänger bin ich ja », à l'acte I, avec ses « appels à la flûte de pan »[1] ;

- « Ein Mädchen oder Weibchen », à l'acte II, avec ses « répliques perlées du glockenspiel »[1].

Papageno est aussi associé au seul ensemble concertant d'importance de l'opéra, le quintette du premier acte, qui s'ouvre sur ses comiques « Hm, hm, hm ».
Il est également protagoniste d'un duo avec Pamina à l'acte I, « Bei Männern », puis d'un duo sentimental avec Papagena dans le deuxième finale, où « Mozart fait balbutier d'émotion ses deux amoureux » : « Pa-Pa-Pa-Pa-Pa-Papagena – Pa-Pa-Pa-Pa-Pa-Papageno ».

## Interprètes
Le rôle a été créé en 1791 par Emanuel Schikaneder, le librettiste de l'opéra,,.
Lors de la première britannique de l'opéra, le rôle était tenu par Michael Balfe, le compositeur de The Bohemian Girl.
Au XXe siècle, les barytons Dietrich Fischer-Dieskau et Hermann Prey sont des grands interprètes du rôle.

## Postérité

### Dans les arts

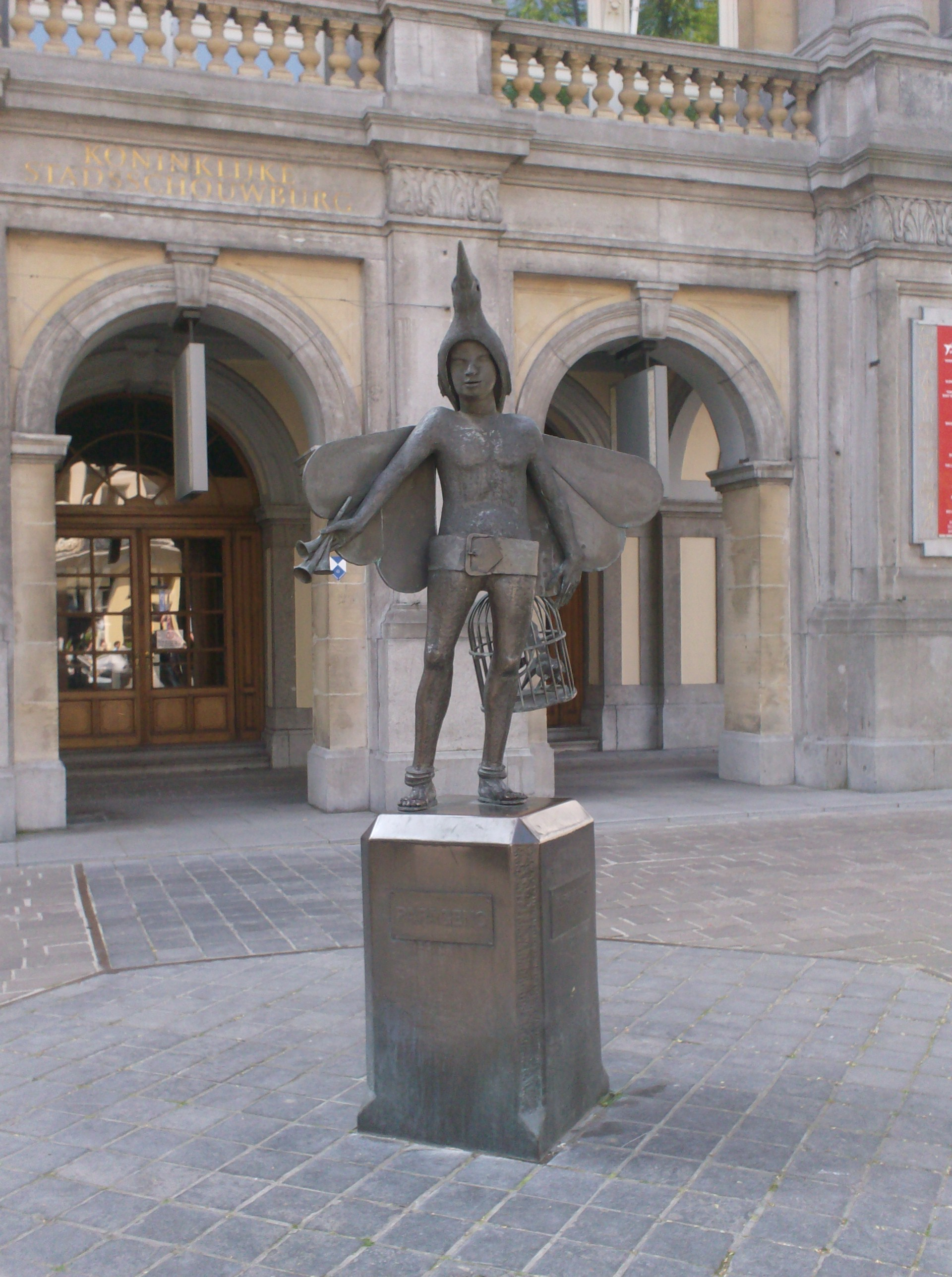
Papageno, statue de Jef Claerhout devant le théâtre municipal de Bruges.
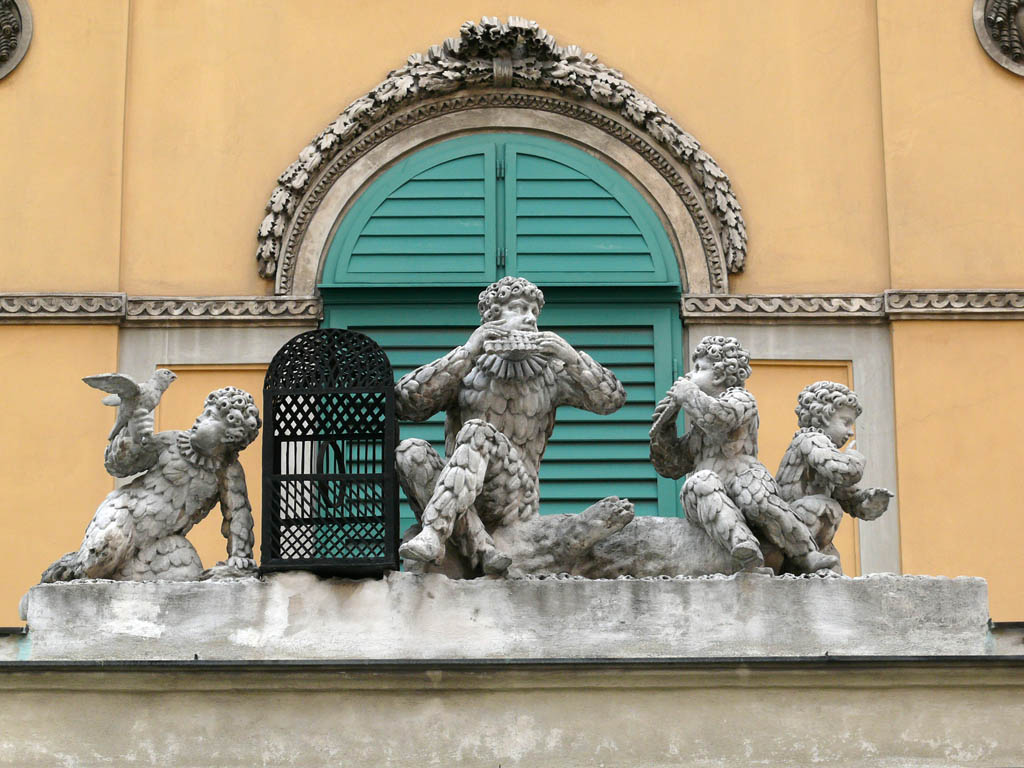
Papagenotor au Theater an der Wien.

### Prévention du suicide
Lors du finale de l'opéra, Papageno pense avoir perdu Papagena, son amour, et songe alors à se pendre à un arbre. Mais les Trois Garçons surgissent et l'invitent plutôt à trouver une autre issue. Papageno se rappelle alors qu'il possède un carillon magique, qui lui permet de retrouver sa bien-aimée,.
Le nom du personnage est pour cette raison donné à l'effet Papageno, pendant de l'effet Werther, mis en lumière par une étude de l'Université médicale de Vienne, qui souligne qu'en suivant certaines conditions des messages médiatiques peuvent avoir une portée préventive des comportements suicidaires,,. Dans cet esprit, le « programme Papageno », en France, est un programme de prévention du suicide. 